# Новоивановка (Амурская область)
Новоива́новка — село в Свободненском районе Амурской области России. Административный центр Новоивановского сельсовета.

## География
Село Новоивановка расположено в 12 км к западу от районного центра города Свободный.
На запад от Новоивановки идёт дорога к сёлам Рогачёвка и Серебрянка, затем далее на левый берег Амура.

## Население
| 2002 | 2010 | 2012 | 2013 | 2014 | 2015 | 2016 |
| ---- | ---- | ---- | ---- | ---- | ---- | ---- |
| 568  | ↘546 | ↗574 | ↗594 | ↘592 | ↘566 | ↘549 |
| 2017 | 2018 |      |      |      |      |      |
| ↘538 | ↘516 |      |      |      |      |      |

По данным переписи 1926 года по Дальневосточному краю, в населённом пункте числилось 39 хозяйств и 196 жителей (104 мужчины и 92 женщины), из которых преобладающая национальность — белорусы (31 хозяйство).

## Улицы
| - ул. Заречная, - ул. Лесная, - ул. Набережная, - ул. Нижняя, | - ул. Новая, - ул. Подгорная, - ул. Центральная, - ул. Школьная. |

## Инфраструктура
В селе функционирует птицефабрика ТОО «Новоивановское».